# Zalesie (Targowiska)
Zalesie – przysiółek wsi Targowiska w Polsce położony w województwie podkarpackim, w powiecie krośnieńskim, w gminie Miejsce Piastowe.
W latach 1975–1998 przysiółek administracyjnie należał do województwa krośnieńskiego.
Jest samodzielnym sołectwem od 1978 r. W 1998 r. obszar sołectwa Zalesie został powiększony przez przyłączenie przysiółka Kolonia z gminy Haczów. Obecnie jest najmniejszą miejscowością gminy Miejsce Piastowe, jej obszar to 141 ha. Zalesie od Targowisk oddziela potok Flusy.
Od wielu lat trwają starania o nadanie Zalesiu statusu odrębnej wsi. W 2022 roku Rada Gminy Miejsce Piastowe przyjęła wniosek o zmianę rodzaju miejscowości Zalesie z przysiółka na wieś oraz o zniesienie urzędowej nazwy przysiółka Kolonia. Jednakże, ze względu na brak porozumienia między mieszkańcami Zalesia i Targowisk dotyczącego granic nowej miejscowości, proces ten nie został zakończony.
W latach 1954-1956 z inicjatywy mieszkańców Zalesia i Pustyn powstała Szkoła Podstawowa w Zalesiu. Budowę sfinansowano z funduszy państwowych oraz składek lokalnej społeczności. Oficjalne otwarcie nastąpiło 5 lutego 1956 roku. Placówka, choć zaprojektowana jako czteroklasowa, od początku funkcjonowała jako siedmioklasowa, a później ośmioklasowa. W latach 80. rozpoczęto starania o rozbudowę szkoły, co zrealizowano w latach 90. W 1996 roku arcybiskup Józef Michalik poświęcił placówkę. W kolejnych latach modernizowano jej wyposażenie, w tym utworzono pracownię komputerową. Szkoła pełni ważną rolę edukacyjną i społeczną w regionie, integrując mieszkańców Zalesia i Pustyn. W 2021 roku zakończono budowę sali gimnastycznej, poprawiając warunki nauczania i rekreacji uczniów.
Zalesie od początku swego istnienia było integralną częścią parafii Targowiska. W dniu 28 czerwca 1998 roku na terenie sąsiednich Pustyn została erygowana parafia rzymskokatolicka pod wezwaniem Niepokalanego Serca Najświętszej Maryi Panny obejmująca miejscowości Pustyny i Zalesie.
Na terenie Zalesia znajduje się kapliczka słupowa z 1912 roku, przedstawiająca apokaliptyczną wizję Najświętszej Maryi Panny. Rzeźba ukazuje Maryję stąpającą po księżycu, z wieńcem z gwiazd na głowie, miażdżącą stopą głowę węża. Na kamiennym postumencie wyryte są imiona fundatorów oraz data wzniesienia kapliczki.